# María Martínez
Pour les articles homonymes, voir Martínez.
María Gabriela Martínez Gascón, née le 3 janvier 1983 à Ciudad Bolivia, est une escrimeuse vénézuélienne dont l'arme de compétition est l'épée. Elle est cousine de la fratrie Limardo Gascón, qui compte le champion olympique 2012 Rubén Limardo Gascón.

## Carrière
Martínez dispute deux éditions des Jeux olympiques sous les couleurs du Venezuela, en 2008 à Pékin et en 2012 à Londres. Ces épreuves se terminent pour elle sur un résultat identique, puisqu'elle est éliminée au premier tour par la Suissesse Sophie Lamon (9-15) en 2008 et par l'Allemande Imke Duplitzer (10-15) en 
2012. 
Elle a également été double médaillée d'argent aux championnats panaméricains, en 2016 et 2019, les deux fois battue par l'Américaine Kelley Hurley.

## Palmarès
- Championnats panaméricains d'escrime
  -  Médaille d'argent aux championnats panaméricains d'escrime 2016 à Panama
  -  Médaille d'argent aux championnats panaméricains d'escrime 2019 à Toronto